# Olosega
Olosega è un villaggio delle Samoa Americane appartenente alla contea di Olosega del Distretto Manu'a. Ha una superficie di 2,9 km e in base al censimento del 2000, ha 206 abitanti.